# Base aérienne 181 Saint-Denis-La Réunion
La Base aérienne 181 Saint-Denis-La Réunion est une base aérienne de l'Armée de l'air française implantée dans le nord de l'île de La Réunion, un département d'outre-mer dans l'océan Indien. Elle est située depuis 1973 sur le territoire communal de Sainte-Marie, où elle se sert des infrastructures civiles de l'aéroport de La Réunion Roland-Garros. 
Brièvement nommée détachement air 181 de 2013 au 1er mars 2022, elle est appelée Base aérienne 181 Lieutenant Roland Garros en l'honneur de Roland Garros, un Réunionnais qui livra de nombreux combats aériens durant la Première Guerre mondiale.
Composante aérienne des Forces armées de la zone sud de l'océan Indien, elle dispose d'une organisation similaire aux autres bases aériennes françaises et met en œuvre deux Airbus CN-235.

## Histoire

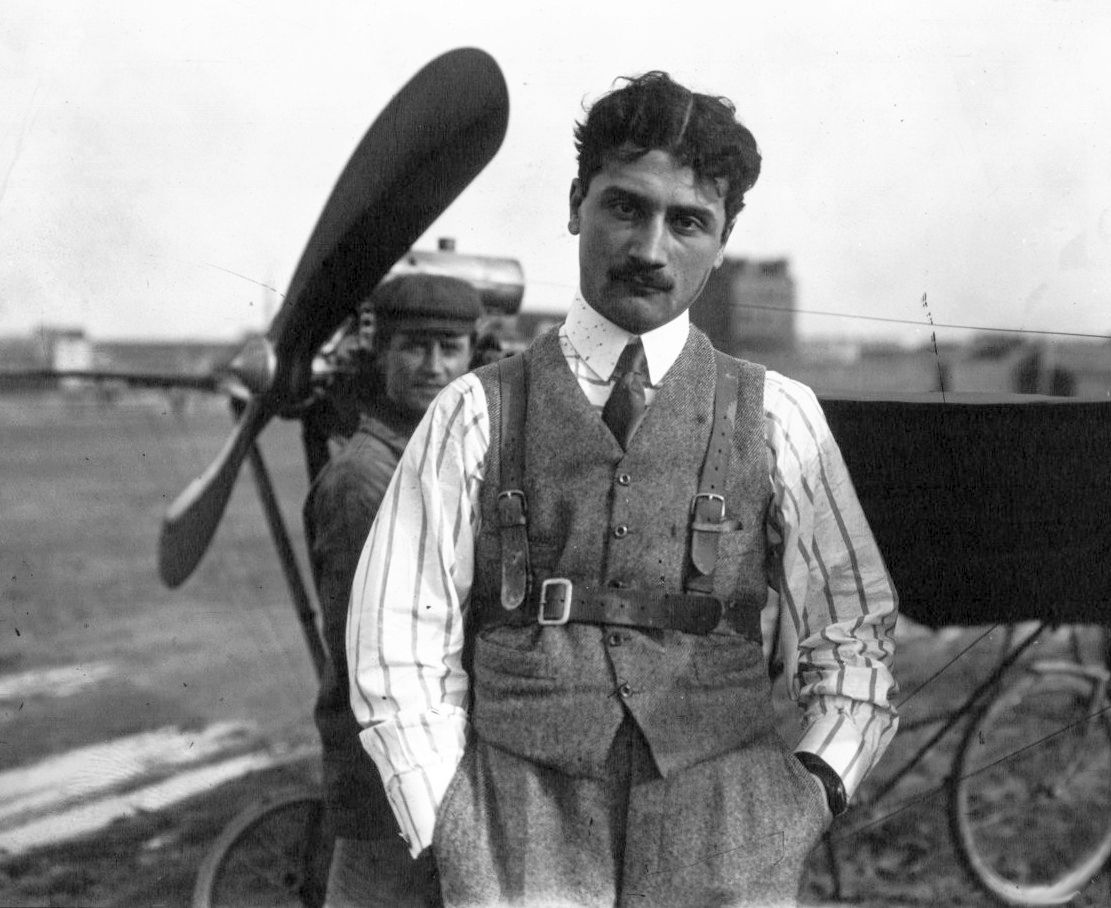
Roland Garros, devant un avion Demoiselle, vers 1910.

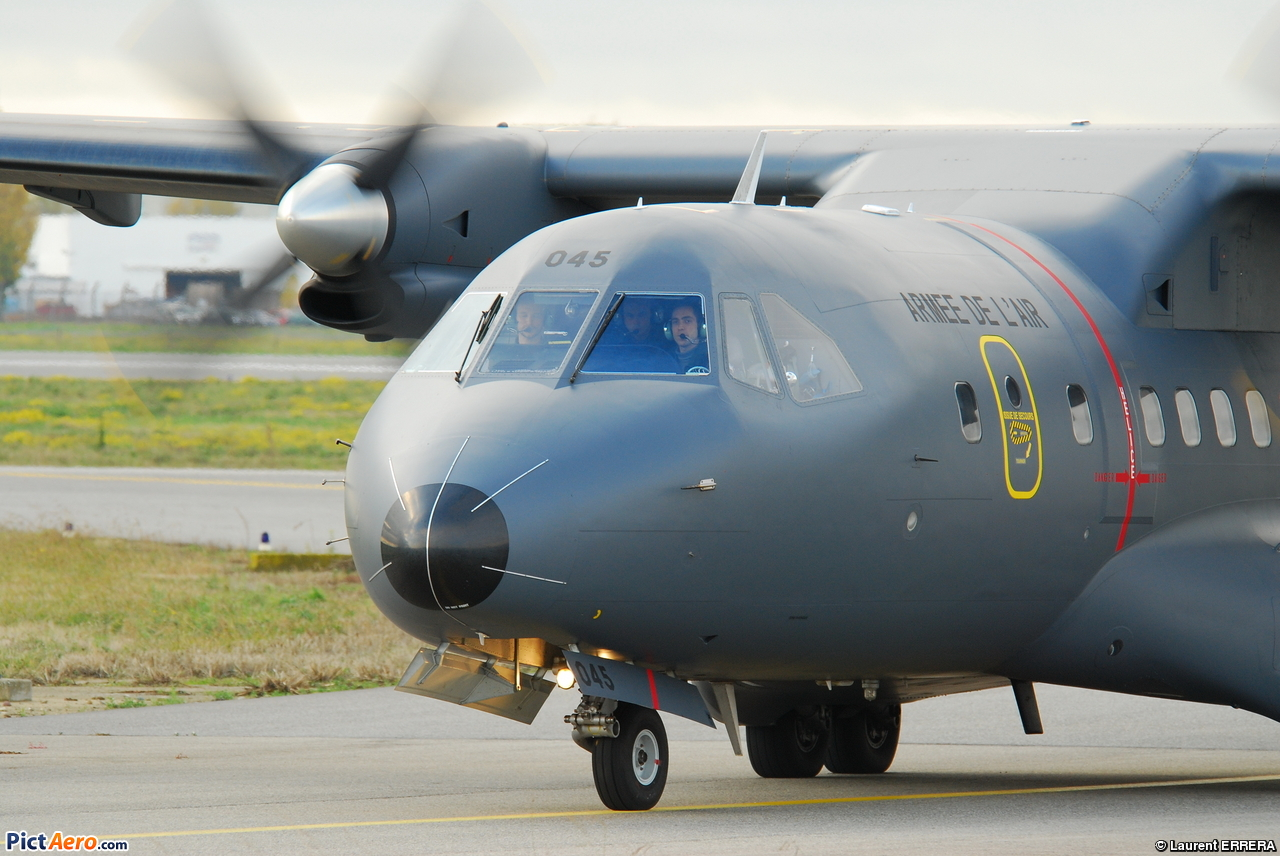
CASA CN-235.

Avant 1973, la base aérienne 181 était installée sur le site de l'aéroport international d'Ivato, sur l'île voisine de Madagascar, devenue indépendante en 1960. Depuis son installation à La Réunion, elle est surtout sollicitée pour des interventions humanitaires[réf. nécessaire], notamment à Madagascar à la suite du passage de cyclones tropicaux. Elle a néanmoins participé à de véritables opérations militaires aux Comores.  
En 2007, à la suite du cyclone Gamède, qui a coupé le sud du nord de l'île de La Réunion, elle a également assuré avec l'aéroport de Pierrefonds un pont aérien destiné à l'approvisionnement en denrées essentielles de la région de Saint-Pierre, isolée par l'effondrement du pont de la rivière Saint-Étienne.
En 2013, la base aérienne devient un détachement aérien avec deux C-160 Transall de l'escadron de transport 50 "Réunion". En 2015, deux Airbus CN-235 ont pris la succession des Transall. 
Le 1er mars 2022, elle redevient la BA 181[réf. nécessaire].

## Commandements de la BA181 / du DA181
- 2024 - Lieutenant-colonel Karine Gauthier[3]
- 2021 - 2024 Lieutenant-colonel Romain Gaston
- 2018 - 2021 Lieutenant-colonel Sébastien Rivas
- 2017 - 2018 Lieutenant-colonel de Boissesson
- 2014 - 2017 Lieutenant-colonel Monard
- 2012 - 2014 Lieutenant-Colonel Devèze Jean-Charles
- 2009 - 2012 Colonel Claude Beaudoin[4]
- 2007 - 2009 Colonel Pierre Edery
- 2004 - 2007 Colonel Rouzet
- 2002 - 2004 Colonel Morizot
- 2000 - 2002 Colonel Carpentier